# Karol Bobko
Karol Joseph "Bo" Bobko (Nova Iorque, 23 de dezembro de 1937 – 17 de agosto de 2023) foi um astronauta norte-americano, veterano de três missões no espaço.
Integrante da primeira turma de formandos da Academia da Força Aérea dos Estados Unidos, em 1959, recebeu suas asas de piloto em 1960. Entre 1961 e 1965, ele serviu em esquadrões de caça baseados no Novo México e na Califórnia. Em 1966, como astronauta, passou a integrar o programa da força aérea destinado a colocar um laboratório tripulado em órbita, o Laboratório Orbital Tripulado (MOL). Em seu período como piloto militar, acumulou seis mil horas de vôo em aeronaves diversas como F-104 e T-33.

## NASA
Em setembro de 1969, com o cancelamento do programa MOL pelos militares, Bobko entrou para o corpo de astronautas da NASA, passando 56 dias em experiências no solo, em simulações para o futuro programa Skylab, que permitia às tripulações coletarem dados médicos e fazerem a avaliação de equipamentos, operações e procedimentos a serem usados nas missões. Como astronauta-reserva, fez parte do histórico programa conjunto Apollo–Soyuz, realizado entre soviéticos e norte-americanos durante a Guerra Fria, levado à cabo em julho de 1975, com o encontro em órbita de espaçonaves dos dois países.
Com estas experiências, ele foi designado membro das tripulações escaladas para o programa do ônibus espacial, participando do apoio técnico aos primeiros testes de aproximação e aterrissagem da nave protótipo Enterprise. Durante os preparativos para o primeiro vôo do ônibus espacial Columbia, a missão STS-1, Bobko atuou como astronauta-chefe do grupo de checagem e teste de equipamentos no Centro Espacial Kennedy.
Em 4 de abril de 1983 ele foi ao espaço pela primeira vez na missão STS-6, a viagem inaugural da nave Challenger, onde a tripulação realizou a primeira atividade extraveicular da era dos ônibus espaciais, fez diversas experiências em microgravidade e lançou um satélite de comunicações no espaço.
Bobko foi mais duas vezes ao espaço, como comandante da Discovery, na STS-51-D, em abril de 1985, que colocou dois satélites em órbita geocêntrica da Terra, e da Atlantis, em sua viagem inaugural de 3 de outubro de 1985, na missão operacional STS-51-J.
Em 1988 ele deixou a NASA e juntou-se a uma empresa privada, ligada à tecnologia espacial, ficando responsável pela área de experimentos e testes relativos a vôos espaciais tripulados e envolvido com a criação de novos hardwares e softwares do programa espacial norte-americano desenvolvidos pela iniciativa privada.

## Morte
Bobko faleceu no dia 17 de agosto de 2023, tendo sua morte anunciada pela Association of Space Explorers, vitimado por uma doença degenerativa do sistema nervoso não especificada.